# فربرن، یورک‌شر شمالی
فربرن (به انگلیسی: Fairburn) یک روستا و محله مدنی در بریتانیا است که در Selby واقع شده‌است. فربرن ۸۱۹ نفر جمعیت دارد.